# Adrián Garza
Adrián Garza del Toro (ur. 11 września 2000 w San Pedro Garza García) – meksykański piłkarz występujący na pozycji napastnika, od 2025 roku zawodnik Jaiba Brava.